# Aardse planeet

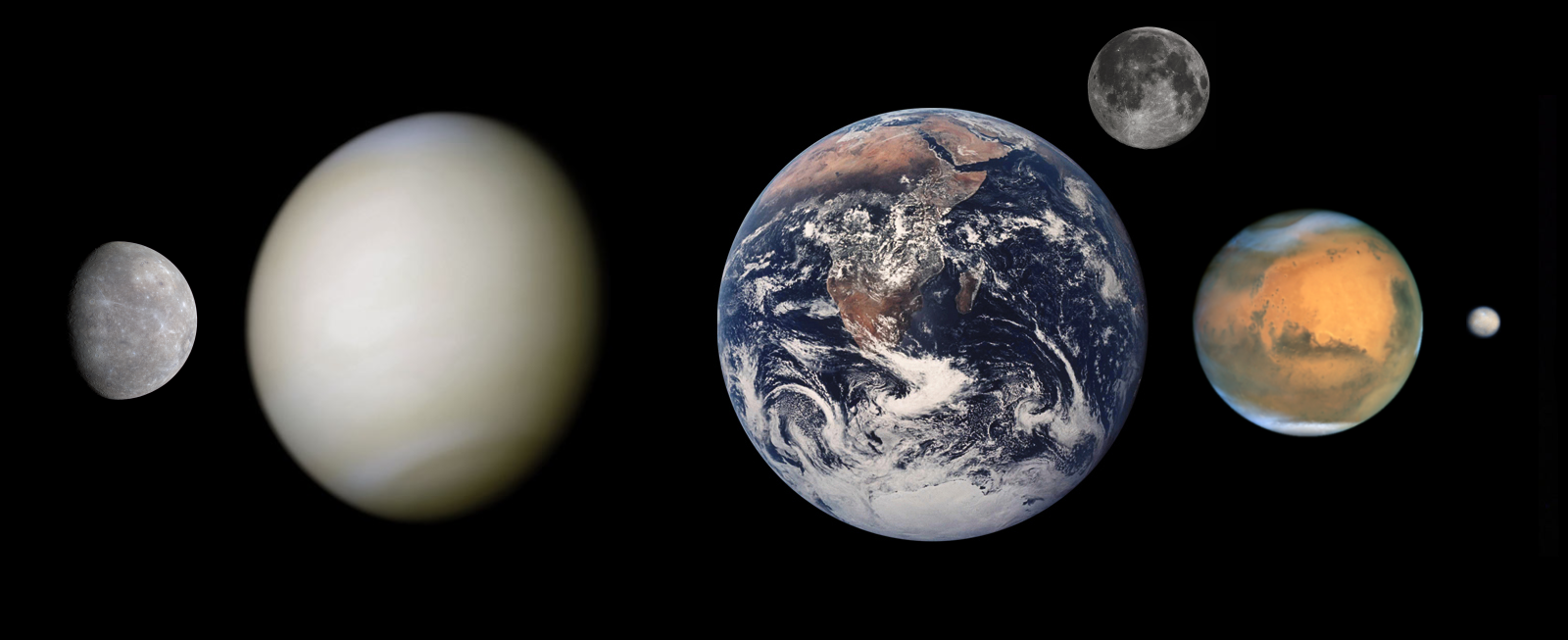
De binnenste planeten uit het zonnestelsel, (v.l.n.r.) Mercurius, Venus, Aarde en Mars, hun grootte in vergelijking met elkaar.

Aardse planeten, rotsplaneten of terrestrische planeten (van Latijn: terra: 'land', de Aarde) zijn relatief kleine planeten met een hoge massadichtheid waarvan het oppervlak is opgebouwd uit vast gesteente. Het gaat om de planeten Mercurius, Venus, de Aarde en Mars. Dit zijn de planeten die lijken op de planeet Aarde. Daarnaast worden soms de Maan en de dwergplaneet Ceres meegerekend.
Doordat de terrestrische planeten bij hun ontstaan dicht bij de Zon stonden, verdampten de vluchtige stoffen grotendeels, en bleef er een steenachtig oppervlak over. Binnenin bestaan ze vooral uit metaal en steen in gesmolten vorm. Venus en Mars hebben een atmosfeer die geheel uit kooldioxide bestaat. Mercurius heeft geen atmosfeer.
De planeten van het zonnestelsel die verder van de zon afstaan dan de planeet Mars, bestaan voor een groot deel uit de gassen waterstof en helium, en heten daarom ook wel gasreuzen, of, naar het voorbeeld Jupiter, Joviaanse planeten. Deze gasreuzen hebben geen vast oppervlak. Volgens nieuwe inzichten worden Uranus en Neptunus niet langer tot de gasreuzen gerekend, maar aangeduid als de ijsreuzen.
In januari 2006 werd er voor het eerst een aardse exoplaneet - een vaste planeet buiten het zonnestelsel, die om een andere ster draait - ontdekt. Deze planeet kreeg de aanduiding OGLE-2005-BLG-390Lb. Relatief zware aardse planeten, van ongeveer 5 aardmassa's, heten ook wel superaardes. Afhankelijk van de omstandigheden kunnen aardse exoplaneten een (relatief dunne) atmosfeer hebben.

## Structuur en atmosfeer
Terrestrische planeten hebben ruwweg dezelfde structuur: een centrale kern van metaal, voornamelijk ijzer, met een omringende mantel. De Maan lijkt hierop, maar deze heeft geen metalen kern. Aardse planeten hebben dezelfde geomorfologie als de Aarde met ravijnen, kraters, bergen en vulkanen.
Ze beschikken vaak over een secundaire atmosfeer, een atmosfeer gevormd door vulkanisme of door inslagen van kometen, in tegenstelling tot gasreuzen, die beschikken over een primaire atmosfeer. Een primaire atmosfeer vormt zich uit een accretieschijf, een secundaire atmosfeer niet. De aardatmosfeer is een secundaire atmosfeer.

## Terrestrische planeten in het zonnestelsel
Het zonnestelsel van de Aarde kent vier terrestrische planeten: Mercurius, Venus, Aarde en Mars en een terrestrische dwergplaneet: Ceres.
Hemellichamen zoals Pluto lijken op terrestrische planeten aangezien zij ook een vaste korst hebben, maar ze zijn samengesteld van ijzigere materialen (zie ijsdwerg). Tijdens de formatie van het zonnestelsel waren er waarschijnlijk meer planetesimalen, maar deze zijn samengegaan of verwoest.

## Terrestrische planeten buiten het zonnestelsel
De meerderheid van de planeten die tot nu toe buiten het zonnestelsel zijn ontdekt, zijn gasreuzen, waarschijnlijk omdat deze groter zijn en daardoor makkelijker te zien tijdens een observatie. Desalniettemin bevindt er zich een aantal planeten buiten het zonnestelsel die bekend zijn als terrestrische planeten, of zo worden beschouwd.
Aleksander Wolszczan ontdekte de eerste terrestrische planeet buiten het zonnestelsel. De drie planeten draaien in de pulsarplaneet PSR B1257+12 met massa's van 0,02, 4,3 en 3,9 keer zoveel als de Aarde. Die zijn per ongeluk ontdekt: hun doortocht veroorzaakte storingen in de radio-uitzendingen van de pulsar (hadden ze niet rond een pulsar gewenteld, dan zouden ze niet zijn gevonden).
Toen 51 Pegasi b werd ontdekt, de eerste en enige buiten het zonnestelsel rond een fuserende ster gevonden planeet, namen veel astronomen aan dat het een gigantische terrestrische moest zijn. Er werd aangenomen dat gasreuzen niet zo dicht bij een ster konden bestaan, wat het geval was bij 51 Pegasi b. Metingen van de diameter van een gelijke extrasolaire planeet (Osiris, HD 209458 b) lieten zien dat dit wel degelijk gasreuzen waren.
In juni 2005 werd de eerste planeet gevonden die rond een fuserende ster draaide, waarvan bijna met zekerheid viel te zeggen dat het een terrestrische planeet was. Deze planeet draaide rond de dwergplaneet ster Gliese 876, slechts 15 lichtjaren van ons verwijderd. De planeet had een massa van vijf- à zevenmaal die van de aarde en deed er ongeveer 48 uur over om eenmaal rond zijn as te draaien.
In april 2007 kondigde een team van elf Europese wetenschappers de ontdekking van een extrasolaire planeet aan die mogelijk bewoonbaar is, met temperaturen vergelijkbaar met die op Aarde. De planeet was ontdekt door een telescoop van de Europese Zuidelijke Sterrenwacht in La Silla in Chili. Daar hebben ze een speciaal instrument waarmee ze licht kunnen splitsen om oneffenheden in verschillende golflengtes te vinden. Deze oneffenheden kunnen het bestaan van andere werelden laten zien. Wat ze lieten zien, was het bestaan van een planeet die om de rode dwergster Gliese 581 cirkelt.
Ongeveer tachtig procent van de sterren in de buurt van de Aarde zijn rode dwergen. De nieuwe planeet, genaamd Gliese 581 c, is ongeveer vijf keer zo zwaar als de Aarde, waardoor hij als een superaarde geclassificeerd wordt. De ontdekkers weten niet zeker of het een stenen hemellichaam is, zoals de Aarde, of dat het een bevroren ijsbal is met vloeibaar water aan de oppervlakte. Als het een stenen planeet is, wat in tegenstrijd zou zijn met de huidige theorie, dan zou die een diameter hebben die ongeveer anderhalf keer zo groot is als die van onze planeet. Als het een ijsbal is, kan de diameter nog groter zijn.
In 2014 werd de planeet Kepler-186f ontdekt door Elisa Quintana. Kepler-186f is de eerste aardse planeet die ontdekt is in de bewoonbare zone rond een andere ster. Deze ontdekking werd gedaan door de Kepler ruimtetelescoop van de NASA. De planeet beweegt rondom een M-dwerg (of rode dwerg).

## Astrofysische en geofysische modellen
Terrestrische hemellichamen, zoals de Aarde en de Maan, worden in de astrofysica en de geofysica voorgesteld als roterende druppels van viskeuze vloeistoffen die zich in een hydrostatisch evenwicht bevinden. In het model bepalen de massa, de dichtheid ρ en de viscositeit η de eigenschappen van het hemellichaam. Een roterende planeet neemt, net als een roterende vloeistofdruppel, de vorm aan van een ellipsoïde. Een bolvormige druppel wordt in een getijdenveld vervormd zodat de bolsymmetrie van de druppel verloren gaat. De eigenschappen van de modelplaneet kunnen aangepast worden, bijvoorbeeld door het model op te bouwen uit een vaste kern met lagen vloeistoffen met verschillende eigenschappen, zoals in het model dat de getijdenversnelling van de Maan beschrijft.